# راوة
راوة RAWA مدينة عراقية شكلها هو شبه جزيرة يحيط بها الماء من ثلاث جهات تقع على الجهة اليسرى لنهر الفرات إلى الشمال قليلاً من مدينة عانة وهي تبعد عن الحدود السورية تبعد حوالي 100 كم وتمتاز بطبيعة جميلة وخلابة وهي تقوم على شريط ضيق من الأرض محصور بين الجبل والنهر يتراوح عرضه بين (200-800 م)  موطن رأس عائلة الراوي وهي عشيرة مشهورة بالتدين والكرم ويقطن أبناء العشيرة أنحاء العراق إلى سوريا ولما زاد عدد سكان راوة امتدت بيوت المدينة إلى سفح الجبال وأعلاه في حين يصل طولها إلى 4 كم تقريباً.
ومدينة راوة من الأقضية التابعة لمحافظة الأنبار وتقع على بعد 320 كم غرب العاصمة بغداد. يبلغ عدد سكانها 20,000 نسمة تقريباً وتبلغ مساحة قضاء راوة 5000 كم².

## التسمية راوة
عرفت (راوة) قديما باسم (الرحبة) في حين ذكرت مصادر أخرى أن هناك رأيين تناولا اسم (راوة) الأول كان يطلق على المدينة اسم (الراوية) وذلك لورود القبائل المحيطة بها والبدو إليها للحصول على الماء لهم ولمواشيهم.. وتوجد هناك “جرية” والتي وهي مجموعة من النواعير تعرف باسم جرية الراوي.
أما الرأي الثاني فيشير إلى أن هناك شيخا جليلا كان يروي القصص والأحاديث للناس فسمّيت المدينة بالراوي نسبة إلى هذا الشيخ.

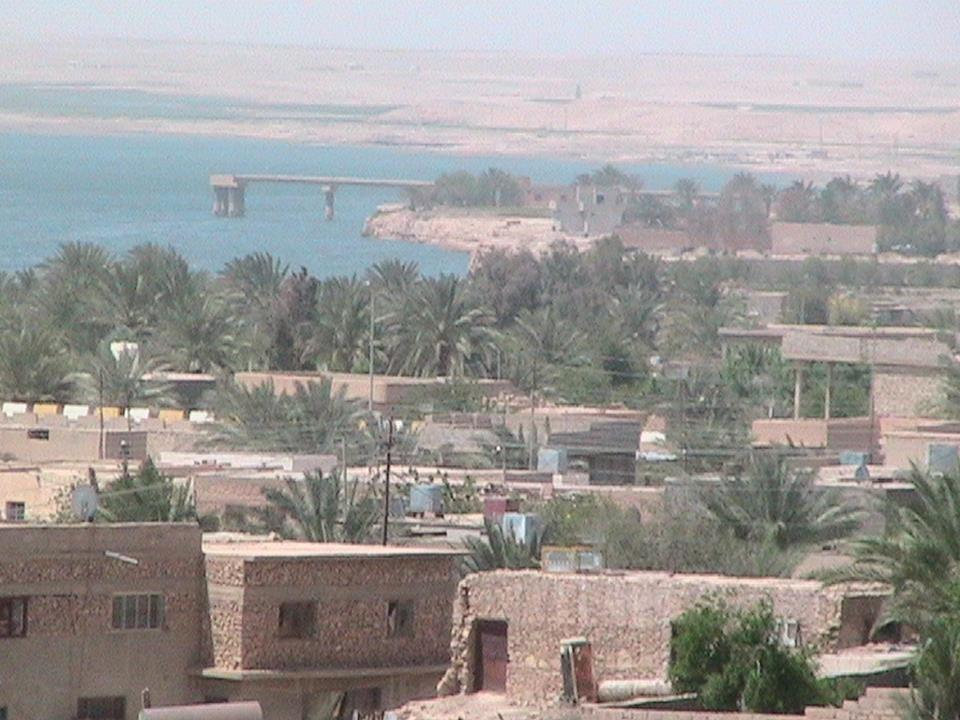
منازل راوة المبنية من الحجارة الكلسية

وذكرها آخرون بأنها قرية قديمة كانت شريعة لورود الناس إليها والعبور منها إلى جهة الشام (سوريا ولبنان وفلسطين والأردن) وهي كثيرة البساتين والفاكهة فسُمّيت باسم (راوة) لكثرة مياه نواعيرها فقيل أنها: (قرية روية) و(قرية راوية) أي كثيرة المياه لإرواء الناس.

## نشأة راوة

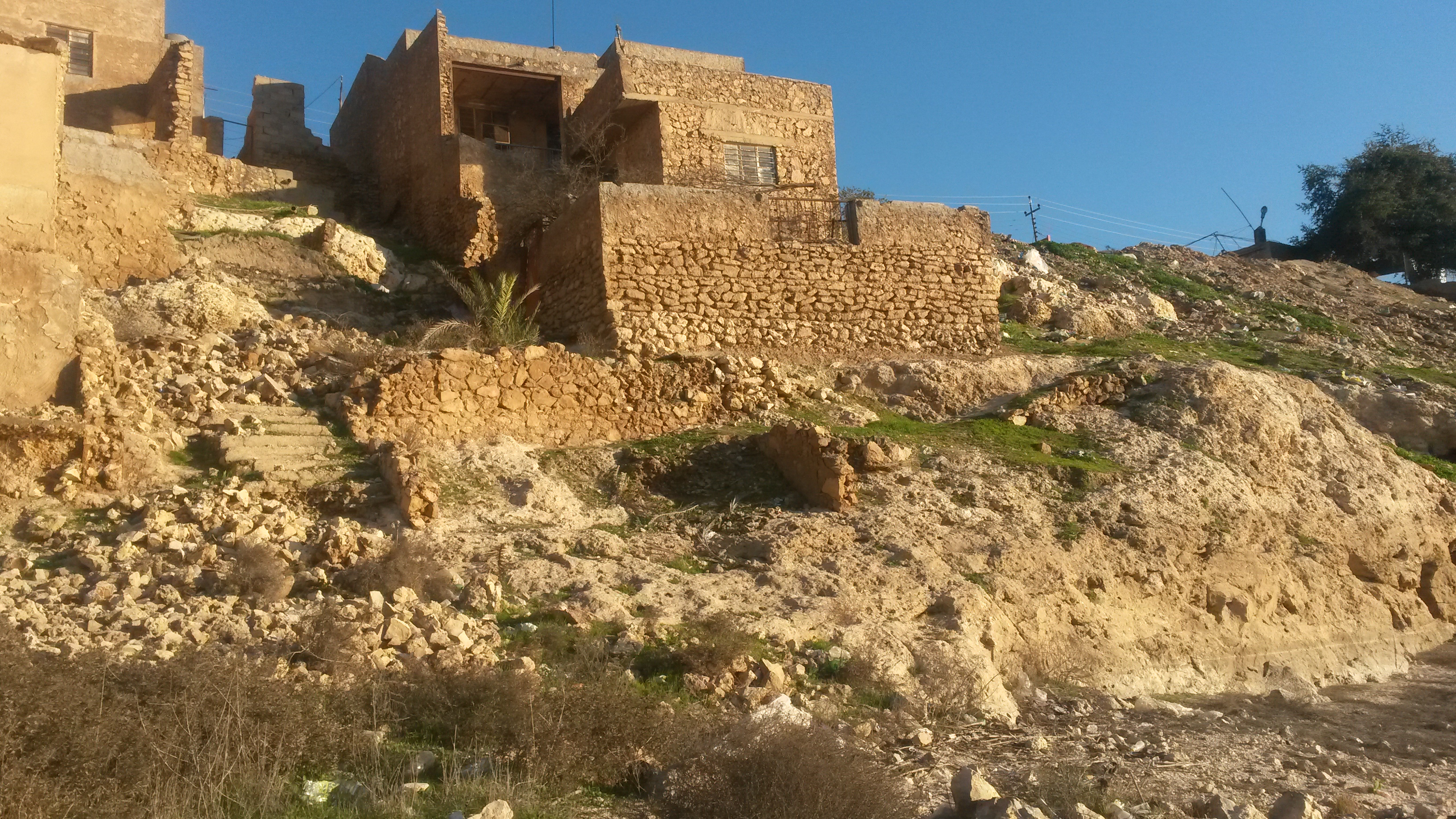
منظر لبيت في مدينة راوة.

تشير بعض المصادر القديمة إلى أن مدينة عانة كانت تمتد على ضفتي النهر بحسب بيدرو تكسيراأ وديلا فاليهب في رحلاتهما لكن ليونهارت راوولف والذي سبقهما في زيارته لمدينة عانة عام 1574 فقد نوّه إلى أنها كانت مقسمة إلى جانبين أحدهما تركي محاط بالنهر ولا يمكن الوصل إليها إلا بالقارب أما الآخر العربي الأكبر فيقع على الجانب الآخر من النهر.
هذه الرحلات أشارت إلى امتداد عانة على ضفتي النهر قبل سكن الراويين لقريتهم بفترة طويلة،ج القلعة العثمانية في راوة كانت أطلالها موجودة حتى بناء سد حديثة مما قد يدل أن الراويين استوطنوا هذه الأرض والتي كانت امتداداً لمدينة عانة ثم نمت المدينة واستقلت بذاتها.
وكما هو معلوم فإن مدينة عانة تعد من أقدم مدن العالم وقد ذكرت في المخطوطات البابلية والمخطوطات العائدة لآشور ناصربال الثاني وتوكولتي- نينورتا الثاني وذكرها مؤرخون مثل أميانوس مارسيليانوس وزوميوس والقديس إيسيدور الإشبيلي وأبو الفداء.

## الراويون

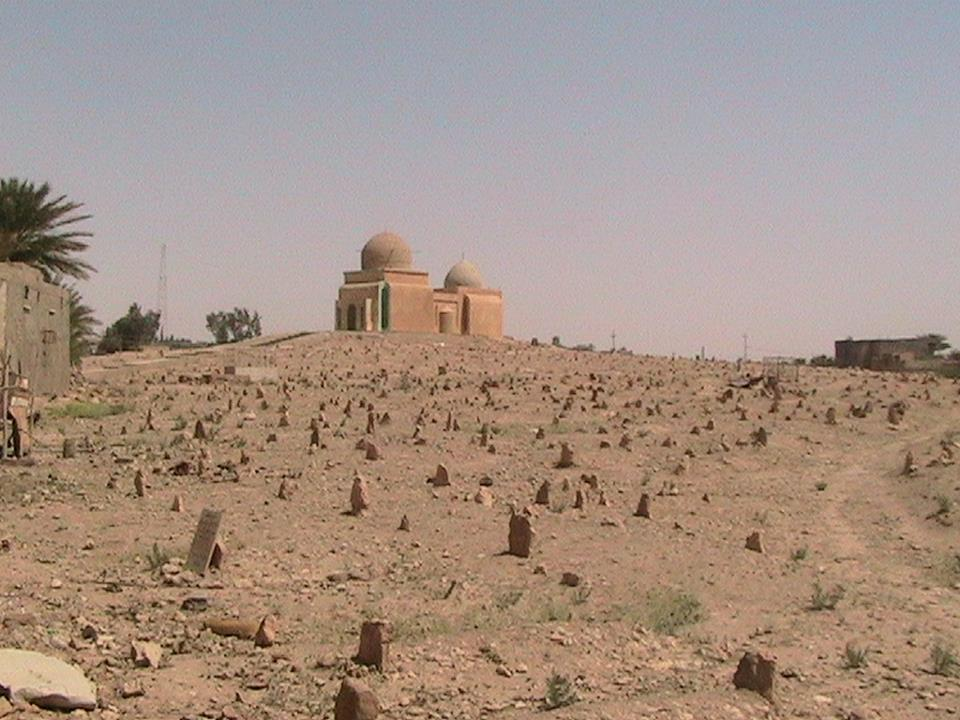
مقبرة راوة القديمة والتي تقع على تلة يعلوها مرقد الشيخ رجب الكبير

الراويون من العرب المستعربة العدنانيون وهم سادة حسينيون من السادة الرفاعية من ذرية الإمام موسى الكاظم بن جعفر الصادق، وذلك ثابت بالنسب الموثق لديهم وهم من نسل السيد يحيى بن السيد حسون كان جده يسكن منطقة حديثة أو (بروانة) المقابلة لحديثة قبل أكثر من 600 سنة. وهو حفيد السيد أحمد بن نجم الدين الجد الأعلى للراويين الذي يمتد نسبه إلى الحسين. وقد سكن الراويون راوة لأول مرة في حدود العام 1073 للهجرة.
والسيد أحمد هو أخو السيد محمد جد السادة الحديثيين، وهما ولدا السيد نجم الدين هاشم المدفون في حديثة ومرقده معروف فيها.
وقد ولد للسيد يحيى بن حسون، الذي كان يسكن في موقع راوة الحالي ولدان هما أحمد وحسّان: وولد لأحمد عبد الله وولد لعبد الله : سرحان وحسين وعبيد ومن سرحان تكوّنت عشيرة (السراحنة) وولد لحسين عبد الله الملقب بالساهوك ومنه تكوّنت عشيرة (السواهيك)، ومن عبيد تكوّنت عشيرة (البوعبيد) أما حسان فهو جد الشيخ رجب الكبير الذي انحدرت منه عشيرة (الشيخ رجب).
والشيخ رجب الراوي الكبير (995-1087 هـ) ابن حسن (توفي عام 1052 هـ) ابن حسّان (توفي عام 1022 هـ).
يوجد كتاب يعتبر مرجع لنسب السادة الراووين
تأليف العلامة الشيخ إبراهيم الراوي
هو كتاب بلوغ الإرب في ترجمة السيد رجب
ولا يعترف الراويين بغيره

## أحياء راوة
تحتوي المدينة على ثمانية أحياء هي:
- حي القلعة
- حي الهداية
- حي الخضراء

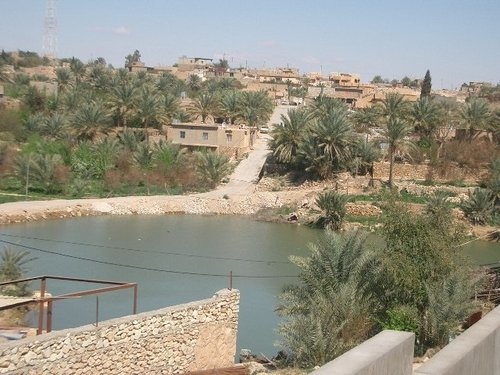
راوة القديمة

وهذه هي أقدم ثلاثة أحياء في المدينة، أما الأحياء الجديدة فهي:
- راوة الجديدة (وكان اسمها القديم منطقة الطار)[9]
- حي السلام
- حي الشهداء
- الحي العسكري
- حي القادسية

## خدمات راوة
أُنشئت خدمات الماء والكهرباء في سنة 1963م.

## مساجد راوة

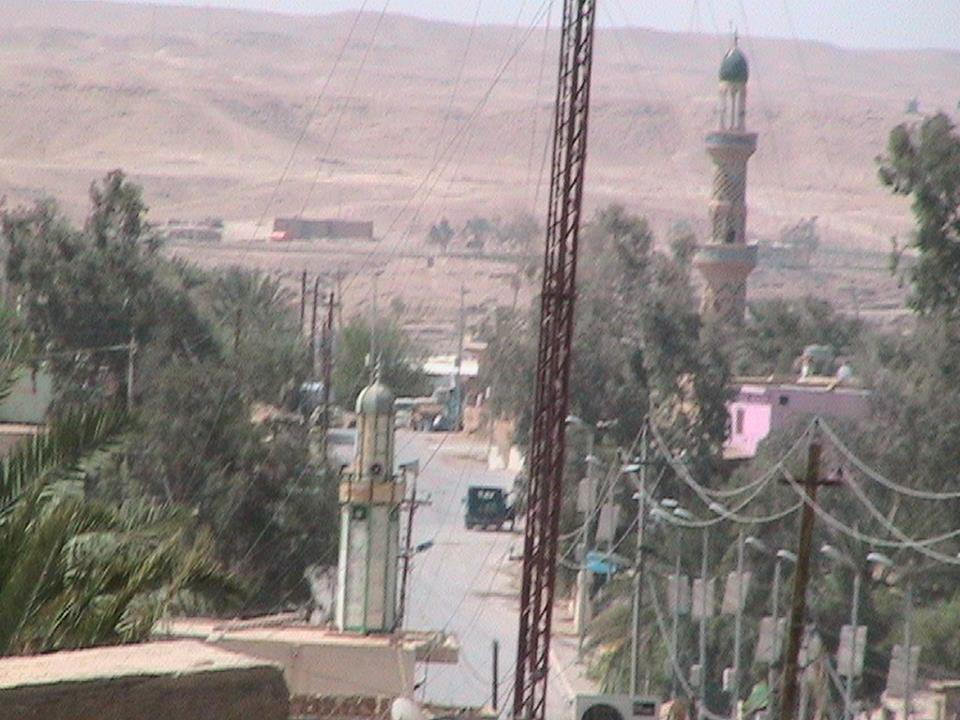
مسجدان من مساجد راوة القديمة يظهران في الصورة... جامع الشيخ رجب (يميناً) وجامع عثمان بن عفان يساراً

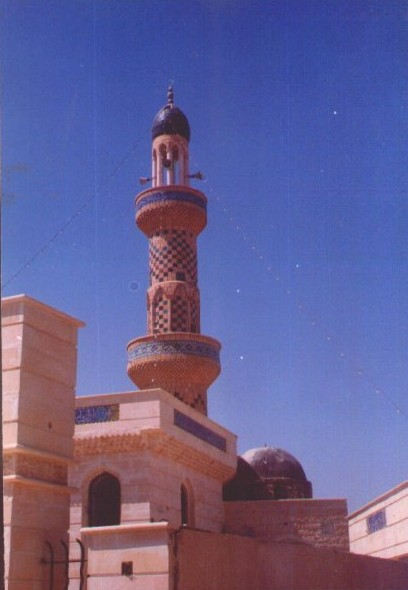
جامع الشيخ رجب في راوة القديمة

- جامع الإمام علي: في حي القادسية، أُسّس عام 2002.[10]
- جامع محمد الفاتح: ويقع في منطقة راوة الجديدة، أُسّس عام 2009.[11]
- جامع راوة الكبير: شُيّد عام 1983، ويقع في الحي العسكري.[12]
- جامع الشهيد ناصر: شيد عام 1992، ويقع في راوة الجديدة.[13]
- جامع الصديق: شُيّد المسجد في العام 2002، على نفقة أحد المحسنين في المنطقة، وتم توسعته عام 2005. يقع في راوة الجديدة.[14]
- جامع الشيخ رجب: شُيّد المسجد في عام 1992. ويقع في راوة القديمة[15] وموقعه قرب الجامع القديم الذي أُهمل وبقي أثره وهيكله القديم بعد غرقه نتيجةً لبناء سد حديثة، والجامع الجديد مصمم بتصميم رائع ومصممه هو الإستاذ الدكتور في الهندسة المعمارية رائد علي الراوي.
- جامع عثمان بن عفان وشُيّد عام 1988 ويقع في سوق راوة القديمة
- جامع بيت الحكمة ويقع قرب إعدادية راوة الصناعية
- جامع السراج المنير ويقع قرب محطة وقود راوة
- جامع الفاروق: شُيّد المسجد في العام 1968، وموقعه في منطقة القلعة.[16]
- جامع عمر بن عبد العزيز شُيّد سنة 2012 ويقع في الحي العسكري

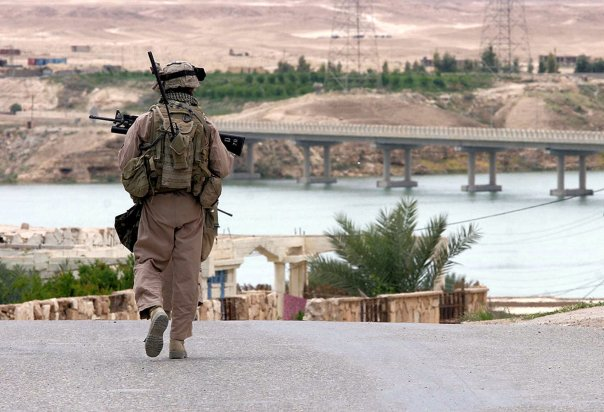
الجندي الأمريكي المحتل في راوة

- جامع العباس شُيّد سنة 2009 ويقع في حي السلام قرب متوسطة حمورابي.

## مدارس راوة

### المدارس الابتدائية
- راوة للبنين
- الإيثار للبنين
- الراشدين للبنين
- السماحة المختلطة
- الفضيلة للبنات
- المواهب للبنين
- الاعتماد المختلطة
- الشعلة المختلطة
- المآثر للبنات
- المواهب للبنات
- السراي للنين
- الجولان المختلطة
- النعيم للبنين
- المعين للبنين
- المعين للبنات
- البينات للبنات
- السراي للبنات
- الزعفران للبنات
- أم الطبول للبنات
- عين جالوت للبنين

### المدارس الثانوية
- إعدادية راوة للبنين
- ثانوية راوة للبنات
- إعدادية ابن النفيس للبنات
- ثانوية اليقظة للبنات
- متوسطة راوة للبنين
- متوسطة الفرات للبنين
- متوسطة حمورابي للبنين[17]

### المدارس المهنية
- اعدادية راوة الصناعية[18]

### رياض الأطفال
- روضة أطفال راوة: وموقعها في راوة الجبل
- روضة الياسمين: وموقعها في راوة الجديدة[18]

### المعاهد
- معهد اعداد المعلمات المركزي المسائي[18]
- معهد الشيخ رجب للعلوم الإسلامية ويقع ضمن الجامع الكبير

## صور من راوة

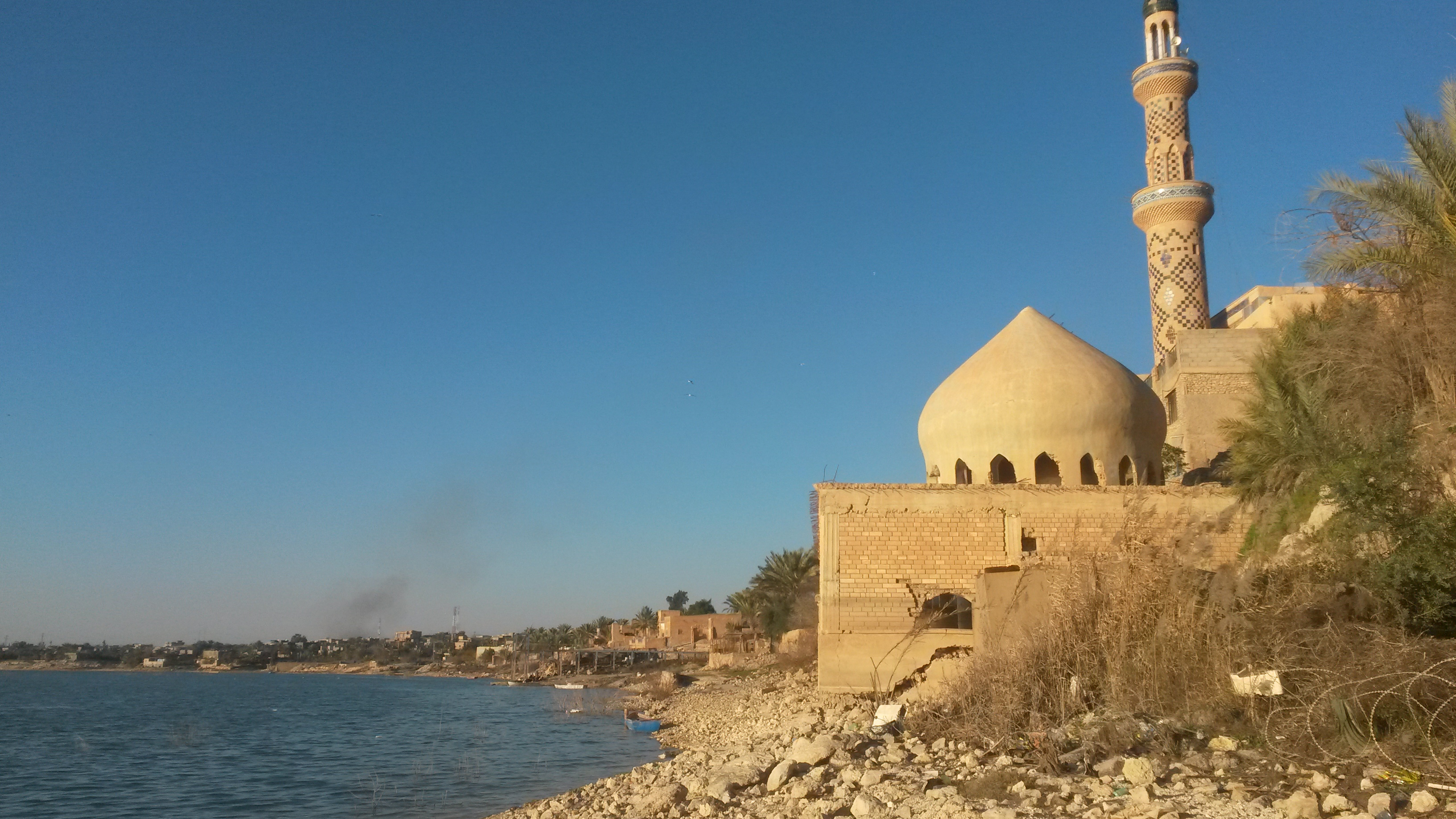
راوة
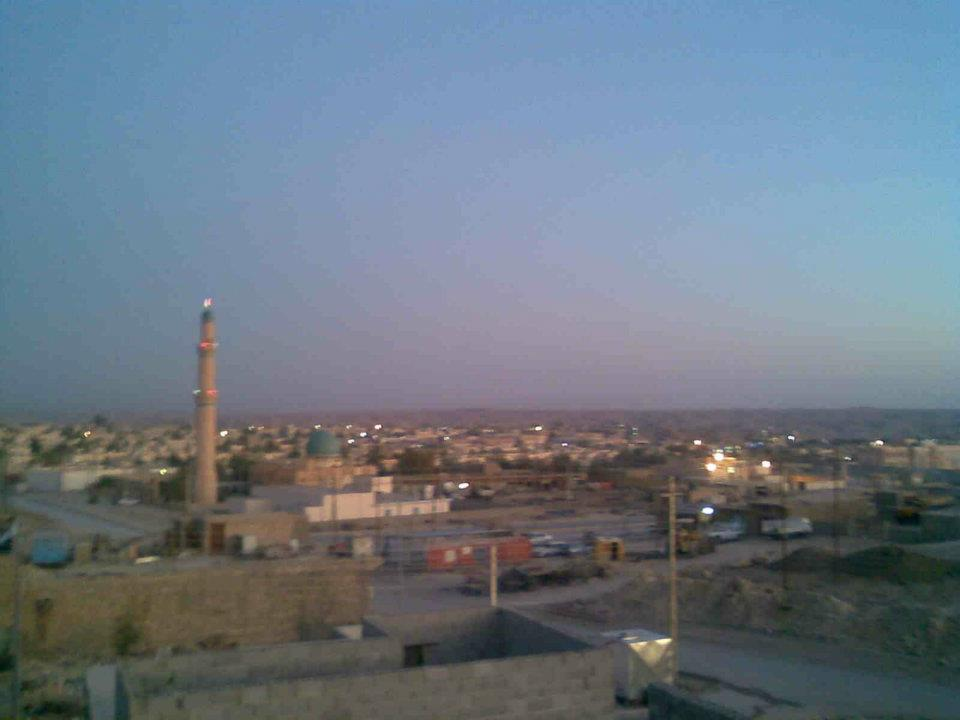
جامع الشهيد ناصر، وتبدو وراءه راوة الجديدة
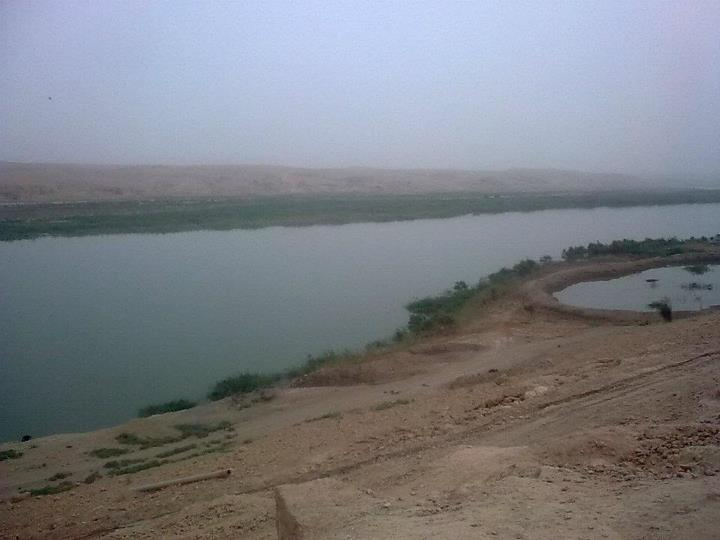
ضفاف نهر الفرات قرب راوة، النهر في مستوى متوسط المنسوب
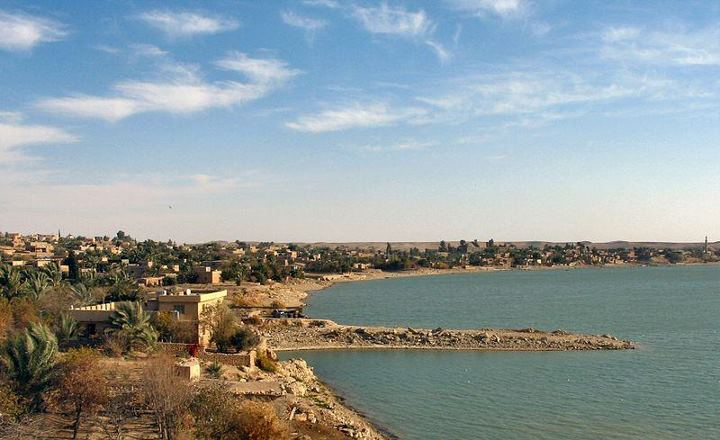
راوة القديمة التي تمتد على ضفاف الفرات
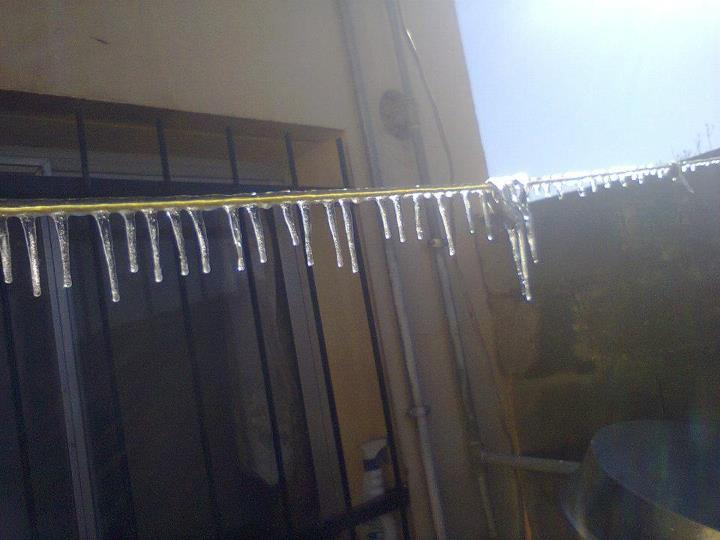
البرد شديد في شتاء راوة
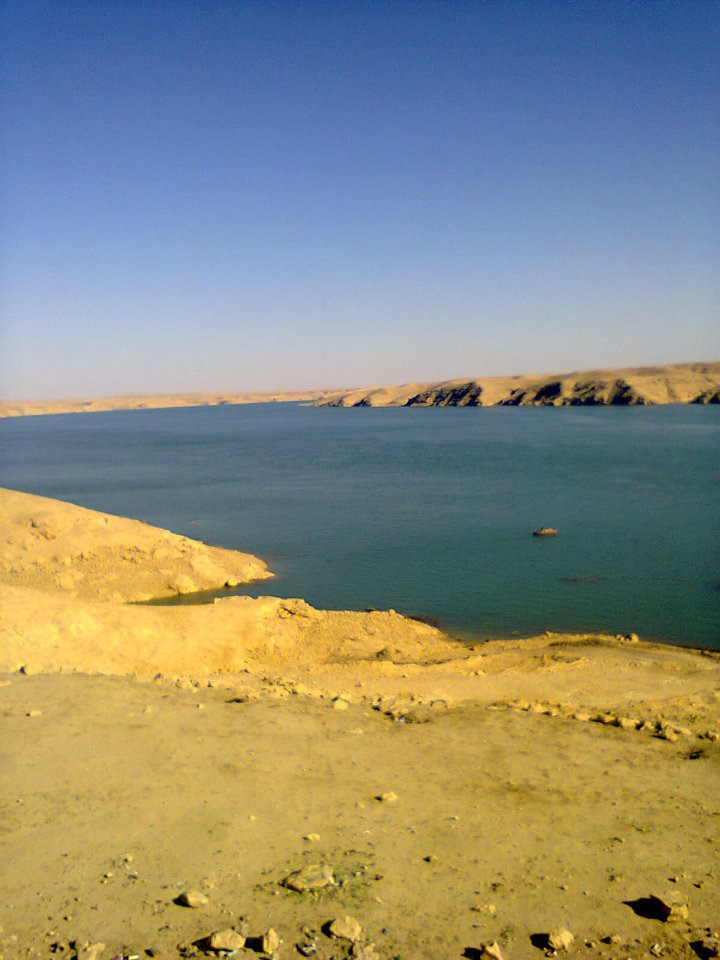
السواحل الصخرية الكلسية قرب راوة
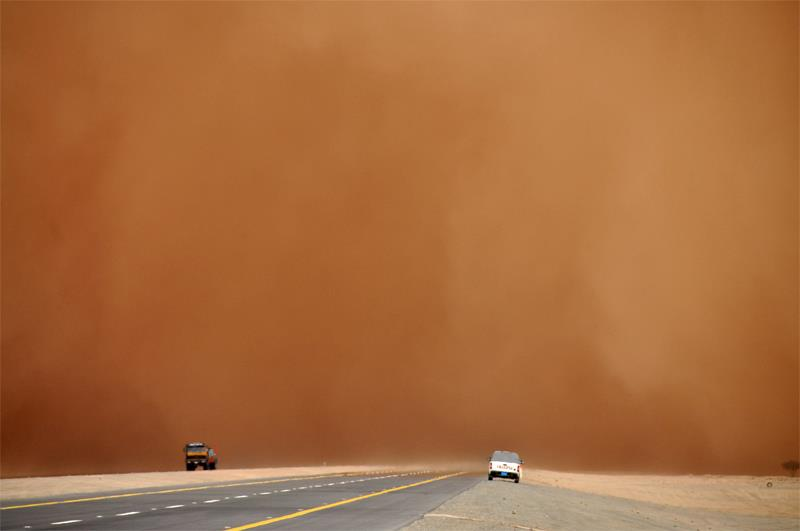
عاصفة ترابية في عام 2009
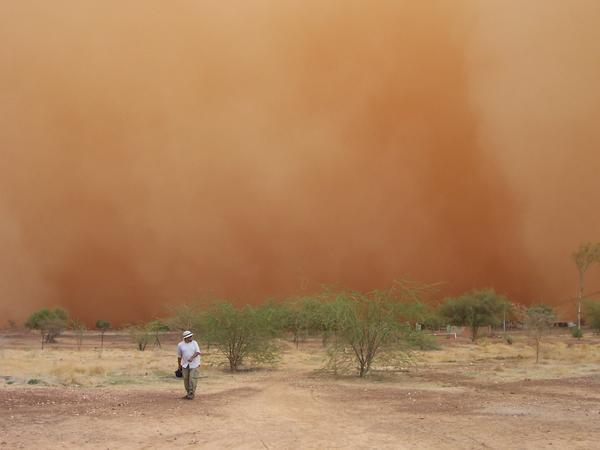
صورة أخرى للعاصفة الترابية
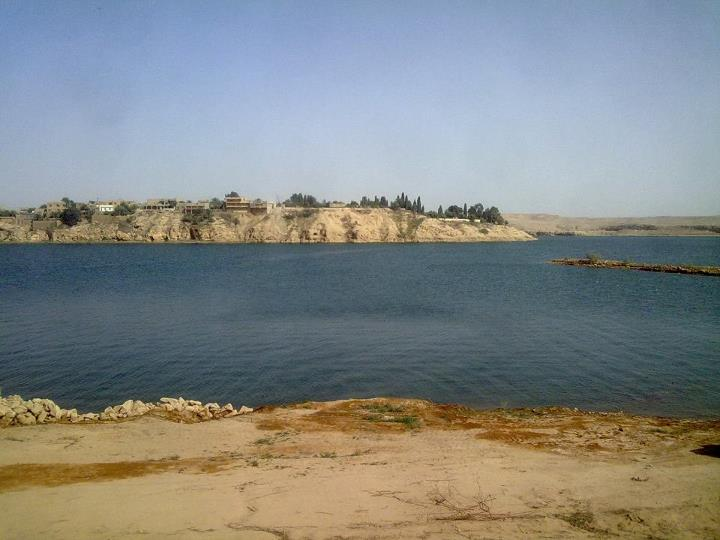
منطقة القلعة حيث يلتف نهر الفرات حول راوة، الصورة ملتقطة من الصفة المقابلة
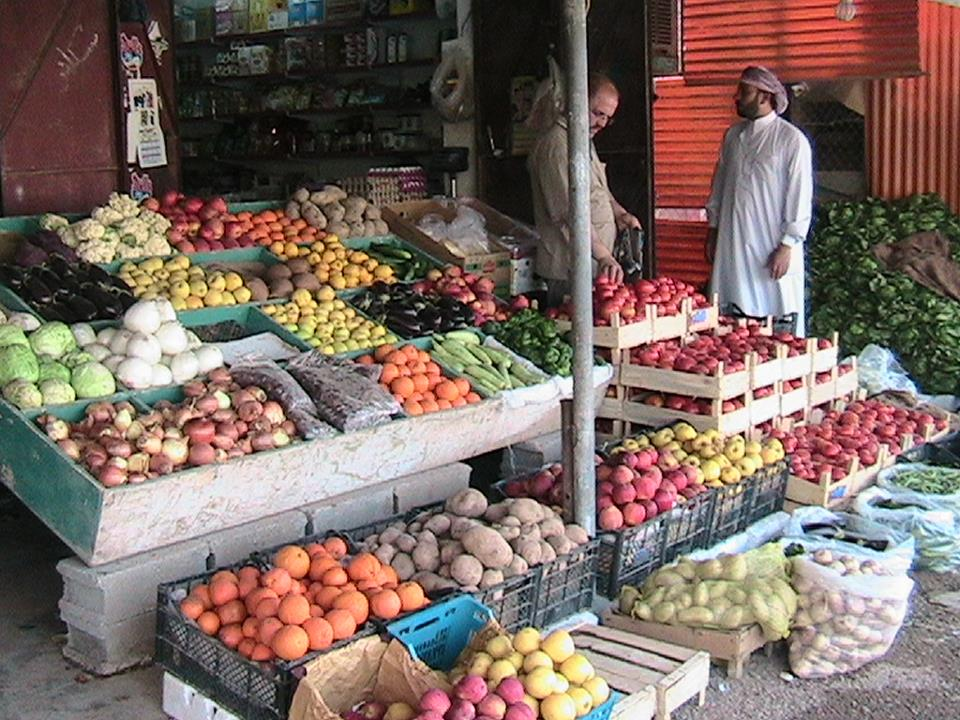
أحد المحلات لبيع الفواكه والخضراوات في راوة
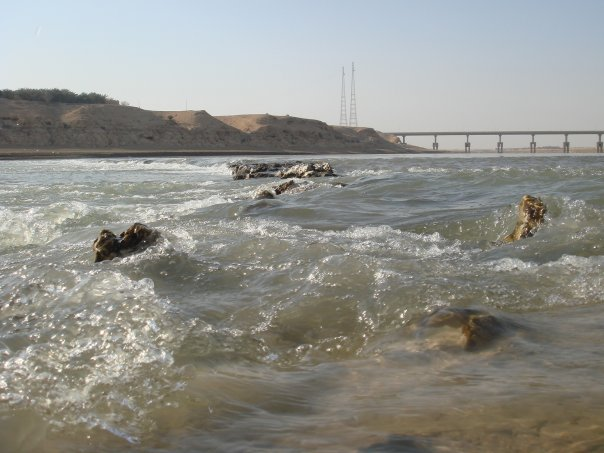
مياه نهر الفرات الصافية عند مدينة راوة ويظهر جسر راوة من بعيد
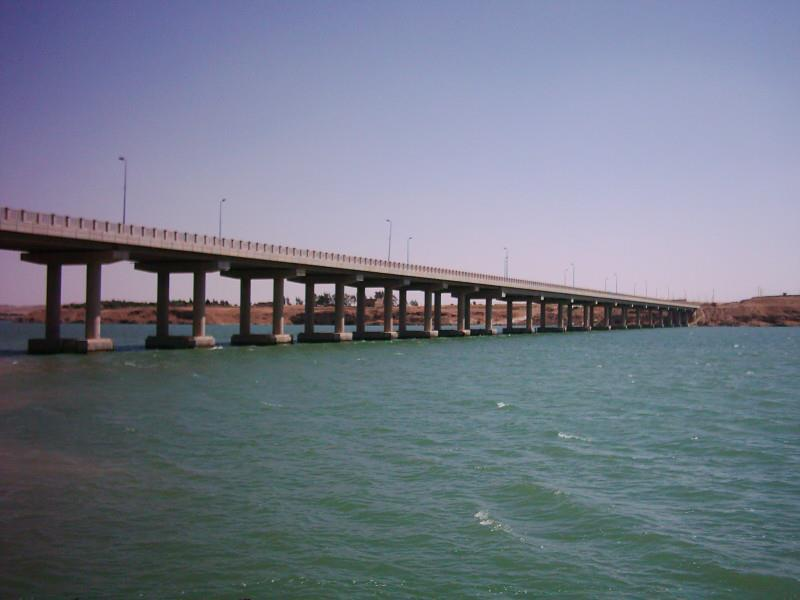
جسر راوة
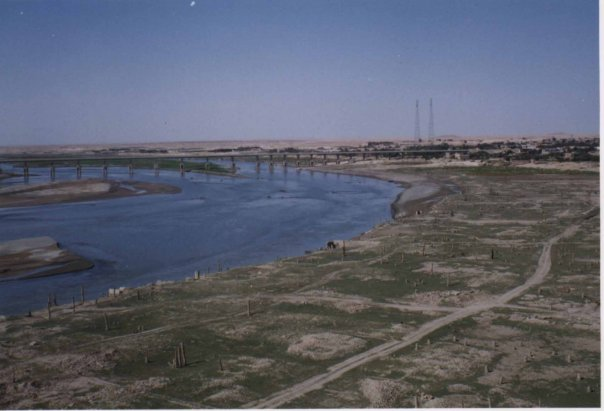
انخفاض مستوى نهر الفرات في راوة نتيجة انخفاض مخزون بحيرة حديثة وظهور أراضي راوة المطمورة في مياه النهر واستغلالها للزراعة

## روابط خارجية
- تشريع: مرسوم باحداث ناحية راوة
- تشريع: قيام محافظة الانبار بالتنسيق مع المؤسسة العامة للإسكان باستلام الدور التي تنجز في عنّه الجديدة وراوه وتوزيعها على المواطنين من اهالي قضاء عنّه وناحية راوه الذين ستتعرض دور سكناهم للانغمار بمياه سد القادسية في حديثة

## الملاحظات
^أ زار العراق عام 1610م
^ب زار العراق عام 1616م
^ج أول مرة عام 1073 هـ (الموافق لعام 1662 ميلادية).